# GIZA++
GIZA++ je brezplačno orodje za statistično strojno prevajanje, ki se uporablja za učenje modelov IBM 1-5 in za model poravnave besed Hidden Markov (HMM).  GIZA++ je razširitev programa GIZA (dela orodja za statistično strojno prevajanje EGYPT), ki ga je razvila skupina za statistično strojno prevajanje na poletni delavnici leta 1999 na Centru za računalniško obdelavo jezikov in govora Univerze Johns Hopkins. Dodatke k programu je osnoval Franz Josef Och.
GIZA++ se uporablja za poravnavo besed in besednih zvez v stavčno poravnanem korpusu. V vzporednem korpusu se s programom lahko ustvari dvojezični slovar za prevajalni sistem.